# 髙平慎士
髙平 慎士（たかひら しんじ、1984年7月18日 - ）は、北海道旭川市出身の陸上選手。富士通陸上競技部所属。

## 略歴
北海道旭川市春光小学校、六合中学校卒業。旭川大学高等学校に入学し、同高3年生の時、高校総体200m、国体400mで優勝。順天堂大に進み、2004年の日本選手権200メートルで五輪標準記録Aの20秒59をマークして優勝。アテネ五輪代表に選出された。五輪では200mと400mRにエントリーし、200mでは予選落ちしたが、400mRでは3走を務め4位入賞に貢献した。2006年のアジア競技大会で200m銅メダル、400mリレーで銀メダルを獲得した。2007年の世界陸上大阪大会では4×100mRの3走を務め、アジア新及び日本新記録（38秒03）を樹立、5位に入賞した。2007年春、富士通に入社。2008年の北京オリンピックで400mリレーで銅メダルを獲得。その後、このレースで金メダルを獲得していたジャマイカチームのネスタ・カーターがドーピングの検体の再検査で禁止薬物の陽性反応を示したため、2017年に銀メダルに繰り上げとなっている。
短距離選手としては非常に細身の体型で、他の日本選手にはあまり見られないストライド型の走りの選手である。コーナリングがうまく、また100mから400mまでこなせる。ユニバーシアードに出場した時には、4×100mリレーを走った40分後に4×400mリレーにも登場し、45秒7のラップ（メンバー中最速）で走ったこともある。
2010年3月30日、所属先の富士通が2010年1月1日に一般女性と婚姻していた事を発表。
2012年6月の日本選手権において200mで3位の成績を残す。この結果を受け200m、400mリレーの2種目でロンドンオリンピック出場が決まった。8月、ロンドンオリンピック200m予選では20.57の6組3位で準決勝進出。
準決勝では20.77の3組6位で決勝進出を逃した。
男子4×100mリレーでは日本チーム（山縣亮太－江里口匡史－高平慎士－飯塚翔太）の第3走を務め、予選を38秒07の全体4番目の記録で通過。決勝では38秒35で5位入賞を果たした。
2017年9月23日の全日本実業団対抗選手権を最後に引退。

## 記録
| 種目    | 記録           | 年月日 | 場所           | 備考         |
| ------- | -------------- | ------ | -------------- | ------------ |
| 100m    | 10秒20（+1.3） | 広島市 | 2009年4月29日  |              |
| 200m    | 20秒22（+1.3） | 広島市 | 2009年6月26日  | 日本歴代7位  |
| 400m    | 46秒01         | 袋井市 | 2003年10月29日 |              |
| 4×100mR | 38秒03         | 大阪市 | 2007年9月1日   | 元アジア記録 |

## 主要大会成績
| 年   | 大会                     | 場所         | 種目    | 結果          | 記録                            | 備考                                  |
| ---- | ------------------------ | ------------ | ------- | ------------- | ------------------------------- | ------------------------------------- |
| 2002 | 世界ジュニア選手権       | キングストン | 4x100mR | 7位           | 40秒05 （2走）                  |                                       |
| 2002 | アジアジュニア選手権     | バンコク     | 200m    | 優勝          | 21秒03 （+0.4）                 |                                       |
| 2002 | アジアジュニア選手権     | バンコク     | 4x100mR | 優勝          | 39秒30 （3走）                  |                                       |
| 2002 | アジアジュニア選手権     | バンコク     | 4x400mR | 優勝          | 3分07秒51 （3走）               |                                       |
| 2003 | ユニバーシアード         | 大邱         | 4x100mR | 優勝          | 39秒45 （2走）                  |                                       |
| 2003 | ユニバーシアード         | 大邱         | 4x400mR | 4位           | 3分05秒97 （3走）               |                                       |
| 2004 | オリンピック             | アテネ       | 200m    | 1次予選       | 21秒05 （0.0）                  | 7組6着（全体40位タイ）                |
| 2004 | オリンピック             | アテネ       | 4x100mR | 4位           | 38秒49 （3走）                  |                                       |
| 2005 | ユニバーシアード         | イズミル     | 200m    | 2位           | 20秒93 （+1.1）                 |                                       |
| 2005 | ユニバーシアード         | イズミル     | 4x100mR | 2位           | 39秒29 （4走）                  |                                       |
| 2005 | ユニバーシアード         | イズミル     | 4x400mR | 予選 （2位）  | 3分05秒02 （1走） （3分03秒20） | 1組2着、予選のみ出場 下段は決勝の記録 |
| 2005 | 世界選手権               | ヘルシンキ   | 200m    | 1次予選       | 21秒03 （-2.1）                 | 7組4着（全体34位）                    |
| 2005 | 世界選手権               | ヘルシンキ   | 4x100mR | 8位           | 38秒77 （2走）                  |                                       |
| 2005 | 東アジア競技大会         | マカオ       | 200m    | 優勝          | 20秒88                          |                                       |
| 2005 | 東アジア競技大会         | マカオ       | 4x100mR | 優勝          | 39秒61 （2走）                  |                                       |
| 2006 | ワールドカップ           | アテネ       | 4x100mR | 3位           | 38秒51 （3走）                  | アジア代表                            |
| 2006 | アジア競技大会           | ドーハ       | 200m    | 3位           | 20秒81 （+0.7）                 |                                       |
| 2006 | アジア競技大会           | ドーハ       | 4x100mR | 2位           | 39秒21 （4走）                  |                                       |
| 2007 | 世界選手権               | 大阪         | 200m    | 2次予選       | 20秒77 （+0.3）                 | 1組7着（全体21位）                    |
| 2007 | 世界選手権               | 大阪         | 4x100mR | 5位           | 38秒03 （3走）                  | 元アジア記録                          |
| 2008 | オリンピック             | 北京         | 200m    | 2次予選       | 20秒63 （+0.2）                 | 2組7着（全体21位タイ）                |
| 2008 | オリンピック             | 北京         | 4x100mR | 2位           | 38秒15 （3走）                  |                                       |
| 2009 | 世界選手権               | ベルリン     | 200m    | 2次予選       | 20秒69 （-0.2）                 | 2組4着（全体18位）                    |
| 2009 | 世界選手権               | ベルリン     | 4x100mR | 4位           | 38秒30 （3走）                  |                                       |
| 2009 | アジア選手権             | 広州         | 200m    | 2位           | 21秒08 （+0.6）                 | 1位と0秒01差                          |
| 2009 | アジア選手権             | 広州         | 4x100mR | 優勝          | 39秒01 （3走）                  |                                       |
| 2010 | ダイヤモンドリーグ・上海 | 上海         | 200m    | 7位           | 21秒12 （-0.8）                 |                                       |
| 2010 | コンチネンタルカップ     | スプリト     | 4x100mR | 2位           | 39秒28 （1走）                  | アジアパシフィック代表                |
| 2010 | アジア競技大会           | 広州         | 4x100mR | 予選          | 47秒14 （2走）                  | 2組5着                                |
| 2011 | ダイヤモンドリーグ・上海 | 上海         | 100m    | 8位           | 10秒51 （+0.3）                 |                                       |
| 2011 | アジア選手権             | 神戸         | 4x100mR | 優勝          | 39秒18 （3走）                  |                                       |
| 2011 | 世界選手権               | 大邱         | 200m    | 準決勝        | 20秒90 （-0.7）                 | 3組6着（全体16位）                    |
| 2011 | 世界選手権               | 大邱         | 4x100mR | 予選          | 38秒66 （3走）                  | 2組4着（全体9位）                     |
| 2012 | オリンピック             | ロンドン     | 200m    | 準決勝        | 20秒77 （-0.4）                 | 3組6着（全体19位）                    |
| 2012 | オリンピック             | ロンドン     | 4x100mR | 4位           | 38秒35 （3走）                  | (USA失格、5位→4位に順位繰上げ)        |
| 2014 | 世界リレー               | ナッソー     | 4x200mR | 予選          | 1分23秒87 （3走）               | 2組4着（全体9位）                     |
| 2014 | アジア競技大会           | 仁川         | 4x100mR | 2位           | 38秒49 （3走）                  |                                       |
| 2014 | アジア競技大会           | 仁川         | 4x400mR | 予選 （優勝） | 3分05秒53 （3走） （3分01秒88） | 1組1着、予選のみ出場 下段は決勝の記録 |
| 2015 | 日中韓3カ国陸上          | 札幌         | 200m    | 3位           | 20秒82 （+2.1）                 |                                       |